# Храм Светог апостола и јеванђелисте Марка у Пиносави
Храм Светог апостола и јеванђелисте Марка  је храм Српске православне цркве који се налази у насељу Пиносава у београдској општини Вождовац.

## Опште информације
Храм припада архиепископији београдско-карловачкој. Планови за изградњу храма у Пиносави су на иницијативу мештана, почели да се реализују 2003. године, а на други дан Ускрса наредне године је Патријарх српски Павле освештао темеље будуће цркве. Молитви се тада поред мештана Пиносаве прикључио и Престолонаследник Александар Карађорђевић.
Посао изградње пројекта цркве је поверен архитекти Предрагу Ристићу, а иконостас је осликао сликар Мирослав Лазовић.
Освећење крстова је извршено 21. септембра 2004. године, а на храмовну славу 2005. године је одслужена прва литургија. Од тада се богослужења редовно врше. У Пиносави се литија одржава првог четвртка после празника Свете Тројице.

## Галерија
- Црква на Савиндан 2019. године
- Освештање темеља храма Светог Марка 2004. године